# Oscar Egg
Oscar Egg   (Schlatt, 2 de març de 1890 - Niça, 9 de febrer de 1961) fou un ciclista suís. Abans de la Primera Guerra Mundial aconseguí tres vegades el rècord de l'hora. També va guanyar dues etapes al Tour de França i una al Giro d'Itàlia.

## El rècord de l'hora
Entre 1907 i 1914 Oscar Egg i Marcel Berthet van millorar el rècord de l'hora sis vegades entre ambdós. La marca que Egg assolí el 1914, amb 44,247 km no fou superada fins a 1933. Oscar Egg assolí els seus tres rècords al Velòdrom Buffalo de París. La pista era a l'aire lliure, amb 333 m de corda i recoberta de formigó.
La successió de les marques anà de la següent manera:
- 20 de juny de 1907. Marcel Berthet, París: 41,520 km
- 22 d'agost de 1912. Oscar Egg, París: 42,122 km
- 7 d'agost de 1913. Marcel Berthet, París: 42,741 km
- 21 d'agost de 1913. Oscar Egg, París: 43,525 km
- 20 de setembre de 1913. Marcel Berthet, París: 43,775 km
- 18 d'agost de 1914. Oscar Egg, París: 44,247 km

Sols Chris Boardman i Oscar Egg han igualat la proesa de Berthet d'aconseguir el rècord de l'hora tres vegades.

## Palmarès
Palmarès.
Palmarès en carretera
- 1911
  - Vencedor de 3 etapes al Tour dels Independents
- 1914
  -  Campió de Suïssa en ruta[4]
  - Vencedor de 2 etapes al Tour de França
- 1914
  - 1r de la París-Tours
- 1917
  - 1r de la Milà-Torí
  - 1r de la Milà-Mòdena
- 1919
  - Vencedor d'una etapa al Giro d'Itàlia

Resultats al Tour de França
- 1912. Abandona (6a etapa)
- 1914. 13è de la classificació general i vencedor de dues etapes

Resultats al Giro d'Itàlia
- 1919. Abandona. Vencedor d'una etapa

Palmarès en pista
- 1913
  - 1r al Bol d'Or de Jupille amb Charles Deruyter
- 1914
  -  Campió de Suïssa de velocitat
  - Rècord del món del Quilòmetre llançat
- 1915
  - 1r dels Sis dies de Chicago amb Francesco Verri
- 1916
  - 1r dels Sis dies de Nova York amb Marcel Dupuy
- 1917
  - Rècord del món de 500m
  - Rècord del món de 50 km
  - Rècord del món de 100 km
- 1921
  - 1r dels Sis dies de Nova York amb Piet van Kempen
  - 1r dels Sis dies de París amb Georges Sérès
- 1922
  - 1r dels Sis dies de Gant amb Marcel Buysse
- 1923
  - 1r dels Sis dies de Chicago amb Maurice Brocco
  - 1r dels Sis dies de París amb Piet van Kempen
- 1924
  - 1r del Bol d'Or
  - 1r dels Sis dies de Chicago amb Alfred Grenda
- 1926
  -  Campió de Suïssa de velocitat